# Ah ! Quelle femme !
Pour plus de détails, voir Fiche technique et Distribution.
Ah ! Quelle femme ! (There's That Woman Again) est un film américain réalisé par Alexander Hall, sorti en 1938.

## Synopsis
Le détective privé Bill Reardon enquête sur une affaire impliquant des objets volés dans une bijouterie locale. Les choses prennent une tournure inattendue quand sa femme décide de se mêler de l'affaire.

## Fiche technique
- Titre original : There's That Woman Again
- Titre français : Ah ! Quelle femme !
- Réalisation : Alexander Hall
- Scénario : Wilson Collison (en), Julius J. Epstein, Ken Englund (en) et James Edward Grant d'après la pièce de Gladys Lehman
- Direction artistique : Lionel Banks
- Photographie : Joseph Walker
- Montage : Viola Lawrence
- Société de production : Columbia Pictures
- Pays de production : États-Unis
- Format : Noir et blanc - 1,37:1
- Genre : comédie
- Durée : 72 minutes
- Date de sortie : 1938

## Distribution
- Melvyn Douglas : William 'Bill' Reardon
- Virginia Bruce : Sally Reardon
- Margaret Lindsay : Mme Francine Nacelle
- Stanley Ridges : Tony Croy
- Gordon Oliver : Charles Crenshaw
- Tom Dugan : Flannigan
- Don Beddoe : Johnson
- Jonathan Hale : Rolfe Davis
- Pierre Watkin : Mr Robert Nacelle
- Paul Harvey : Stone